# Ànec arbori bicolor
L'ànec arbori bicolor (Dendrocygna bicolor) és un ocell aquàtic de la família dels anàtids (Anatidae) que habita àmpliament per les zones tropicals de gran part del món.

## Morfologia
- Fa 48 - 53 cm de llargària, amb una envergadura de 50 – 60 cm. De manera semblant a la resta d'espècies del gènere, té les potes i el coll bastants llargs.
- Sense dimorfisme sexual.
- Cap, coll i parts inferiors color marró, amb tints rogencs als flancs, on hi ha unes llargues plomes blanques. Dors i ales de color gris fosc.
- Els joves tenen una coloració menys contrastada.

## Hàbitat i distribució
Habita zones humides, normalment amb cobertura vegetal de totes les regions tropicals, a l'Àfrica subsahariana, Amèrica (des del sud dels Estats Units fins al nord de l'Argentina) i en Àsia, al subcontinent indi i Myanmar. En general és un ocell sedentari.
Habitual en zoològics i col·leccions privades, les trobades a la natura en Europa, solen ser atribuïdes a individus fugits del captiveri 

## Alimentació
S'alimenten principalment de nit, de llavors i altres aliments vegetals. De vegades es considera una plaga dels arrossars.

## Reproducció
El niu és una plataforma de canyes i pals, on pon 8 - 12 ous. De vegades també fa servir forats als arbres o nius vells.